# Anton Reinhard Falck
Anton Reinhard Falck (Utrecht, 19 marzo 1777 – Bruxelles, 16 marzo 1832) è stato un politico olandese.

## Biografia
Anton Reinhard Falck nacque a Utrecht il 19 marzo 1777.
Studiò presso l'Università di Leida.
Entrò a far parte del servizio diplomatico olandese.
Durante il regno di Luigi Bonaparte fu segretario generale degli affari esteri, ma ressegnò le sue dimissioni dopo l'annessione del Regno d'Olanda alla Francia.
In seguito fu segretario di Stato dei Paesi Bassi e ambasciatore a Londra.
Morì a Bruxelles (Belgio) il 16 marzo 1832.
Massone, fu Gran Maestro Provinciale del Grande Oriente Nazionale.